# Вацу
Вацу или Ватсу (англ. watsu; от англ. water — вода и яп. ацу < массаж шиацу) (водное шиацу) — направление альтернативной медицины, форма телесно-ориентированной терапии, проводимой в теплой воде, использующая пассивные движения, массаж и дыхательные практики (разновидность гидрокинезотерапии).
Этот вид терапии используется в восстановительной медицине, спа и спорте в разных странах.

## Общие сведения
Типичный сеанс Watsu (Ватсу) включает в себя массаж, вытяжение мышц и мобилизацию суставов. Ватсу сочетает в себе дыхательные практики и пассивную растяжку. Метод Ватсу включает в себя плавательные практики, пассивное миофасциальное растяжение, ритмические движения с вращательным и спиральным вектором, массажа, мягкого вытяжения и суставной гимнастики. Движения могут быть как произвольными, так и по заранее согласованной программе, но главный принцип состоит в непрерывности и плавности для достижения состояния расслабления. Человек, соответствующим образом поддерживаемый на поверхности теплой воды (+33…35°С) в течение 20-60 минут руками специалиста, передвигается в воде с помощью плавных движений, постепенно увеличивая амплитуду. Важную роль в использовании метода играет ощущение тепла, воды, пассивная растяжка и массаж, а также дыхательные практики. В основе Ватсу лежит теория дзен-шиацу о меридианах и потоках энергии. Разнообразие технических элементов Watsu в комплексе с терапевтическим воздействием теплой водной среды приводят человека в состояние глубокого расслабления.

## Формы
Существует несколько ответвлений вацу. Самые распространенные из них — Waterdance [у’отерданс] и Healing Dance [х’илин данс]. По форме данные направления отличны от Ватсу, но они опираются на техническую базу Ватсу. Для обучения этим техникам необходимо пройти начальное обучение по программе «Ватсу-1».

## Использование в медицинской практике
Плавание в теплой воде способствует снятию мышечного напряжения и достижению состояния физического и психологического расслабления, что улучшает физическую гибкость и подвижность в погруженном состоянии. Поэтому Ватсу используется для лечения заболеваний опорно-двигательного аппарата например ревматизма, остеартрита и хронических болей в пояснице. Также согласно исследованиям Chon S. C., Oh D. W. и Shim J. H Ватсу повышает контроль спастичности и улучшает двигательные функции у больных гемипарезом.
Метод изначально применялся в области спа-услуг, а также для беременных женщин, но впоследствии использовался в терапии, а также для лечения физических и психических расстройств. В неастояще время используется для укрепления здоровья беременных женщин, при болевых ощущениях и лечении стресса.
По оценкам Ursula Danner, Alexander Avian, Elvira Ilming и Christian Mittermaier, однократное использование Ватсу улучшает телесную осознанность, уменьшает боль и улучшает настроение.
Schitter с соавторами пришел к выводу, что Ватсу в некоторой степени улучшает физическое и психическое состояние при хронических заболеваниях, отмечено положительное воздействие Ватсу при лечении фибромиалгии в виде уменьшения боли и тревоги и улучшения качества сна и детского церебального паралича, а также в сочетании с другими методами отмечен значимый статистический эффект при лечении нарушений сна и болезни Паркинсона легкой и умеренной стадии.
По мнению специалистов, применение ватсу в комбинации с другими методами оказывает благотворное влияние на физическое и психоэмоциональное состояние беременных женщин.
В Санкт-Петербургском педиатрическом медицинском университете создана специальная методика на основе гидрокинезотерапии с использованием элементов ватсу-терапии для детей первого года жизни. Отмечается, что она «позволяет скорректировать нарушения основных систем организма, возникших в перинатальном периоде и снизить риск инвалидизации ребенка».
Отмечается, что применение Ватсу как у здоровых людей (в том числе во время беременности), так и у пациентов с жалобами на боль, давало положительный эффект. В числе болевых синдромов были, например, боль в пояснице, боль в шее, миофасциальный синдром, фибромиалгия. Помимо этого положительный эффект достигался при оказании помощи пациентам, чьи жалобы были связаны со стрессом (депрессия, нарушения сна, усталость, тревожные расстройства). Сам эффект проявлялся в физическом расслаблении, снятии физического напряжения, облегчении боли, повышении подвижности и гибкости, улучшении качества жизни, снижении эмоционального напряжения и улучшения психологического здоровья.

## Организация
В мире Ватсу представлена Всемирной Ассоциацией Водных телесно-ориентированных практик WABA (World Aquatic Bodywork Association).
В России Ассоциацию «WABA» с 2011 года представляет организация «Watsu Rossiya Training Institute» (Санкт-Петербург).

## Обучение
Подготовка специалистов Ватсу проходит по стандартам Ассоциации «WABA». К основным курсам относятся:
- «Ватсу — базовый курс» («Basic Watsu») — знакомство с теорией и базовыми элементами Ватсу. Продолжительность — 16 часов;
- «Ватсу 1» («Watsu 1») — подробное изучение основ работы с телом в воде, основные движения, теория и философия Ватсу. Продолжительность: 50 часов. Требования к участникам отсутствуют;
- «Ватсу-2» («Watsu 2») — освоение более сложных техник, по сравнению с курсом «Ватсу 1», углубленная теория, основы Шиатсу (не обязательно). Данный курс является обязательным для получения квалификации «Ватсу-провайдер», которая дает право на коммерческую практику Ватсу. Продолжительность: 50 часов. Требования к участникам: прохождение курса «Ватсу 1»;
- «Ватсу-3» («Watsu 3») — даются сложные элементы Ватсу, для освоения которых необходимо прохождение курсов «Ватсу 1» и «Ватсу 2» и уверенное владение техническими элементами данных курсов. Рассматривается понятие «свободный поток» (Free Flow) в Ватсу, который позволяет специалисту адаптироваться под каждого клиента, что делает сеанс уникальным и максимально эффективным.

Разновидности Ватсу-специалистов:
1. . «Ватсу-провайдер» (Watsu provider) — начинающий специалист. Обязательные требования: успешное завершение обучения на курсах «Ватсу 1» и «Ватсу 2», 20 зарегистрированных сессий, сдача сертификационного экзамена специалисту ассоциации WABA. Квалификация: владение основными техниками Ватсу.
2. . «Ватсу-профессионал» (Watsu practitioner) — специалист, в полной мере владеющий техниками Ватсу и соответствующий обширному списку требований. В том числе прохождение курсов «Ватсу 1, 2 и 3».

## История
Как пишет Бернар Андрие, рождение Ватсу связано с именем американского поэта Гарольда Дулла, который после поездки в Японию в 1970-х годах создал в 1980-х годах (по другим данным в 1980 году) свою технику Watsu, основанную на практике Дзэн и Шиацу.
Много лет Гарольд Далл обучался в Японии технике Дзен-Шиатсу у мастера Масунаги. В процессе практики у него возникла идея перенести основные идеи Шиатсу в теплую воду источников Харбин Хот Спрингс, где он жил. Теплая вода уже сама по себе способствует глубокому расслаблению, а в сочетании с точечным массажем эффект превзошел ожидания. Так и родилась техника Watsu(Ватсу), название которой сложилось из двух слов: «Water» (вода) и «Shiatsu» (Шиатсу).
Со временем Ватсу выделилась в отдельную практику и теперь вацу-специалисту не обязательно владеть приемами массажа Шиатсу.